# Krum Janew
Krum Iwanow Janew (bulgarisch Крум Иванов Янев, wiss. Transliteration Krum Ivanov Janev; * 9. Januar 1929 in Plowdiw; † 24. August 2012) war ein bulgarischer Fußballspieler.

## Karriere
Janew spielte im Laufe seiner Karriere für die Vereine Botew Plowdiw, ZSKA Sofia und Spartak Plowdiw. Mit ZSKA Sofia gewann er dabei acht Mal die Landesmeisterschaft.
Für die bulgarische Fußballnationalmannschaft bestritt er insgesamt 31 Länderspiele, in denen er vier Tore schoss und gewann auch bei den Olympischen Sommerspielen 1956 mit der Mannschaft die Bronzemedaille.